# Auchie
Die Auchie ist ein Fluss in Frankreich, der im Département Gers in der Region Okzitanien verläuft. Sie entspringt im Gemeindegebiet von Terraube, entwässert generell Richtung Nordnordost und mündet nach rund 16 Kilometer an der Gemeindegrenze von Saint-Martin-de-Goyne und Lectoure als linker Nebenfluss in den Gers.

## Orte am Fluss
(Reihenfolge in Fließrichtung)
- Terraube
- Marsolan
- Lagarde
- Larroque-Engalin
- Saint-Martin-de-Goyne